# Shit on the Radio (Remember the Days)
«Shit on the Radio (Remember the Days)» (en español «Mierda en la radio (Recuerda los días)»), censurado como «...on the Radio (Remember the Days)», es una canción de la cantante canadiense Nelly Furtado de su primer álbum de estudio Whoa, Nelly! del año 2000. Originalmente se llamaría "Shit on the radio" pero debido al significado de la palabra inglesa "shit" se cambió el título al ser lanzado como sencillo.

## Video
El video de este sencillo fue dirigido por Hype Williams y participaron Swollen Members. El video comienza con un remix en la introducción de la canción, con Furtado escribiendo en un pizarrón el nombre de los directores y editores. Finalmente, el video comienza con Furtado oyendo música con unos auriculares y la cámara muestra partes del cuarto donde aparece Furtado.

## Lista de canciones
- Single Australiano[1]

1. «...on the Radio (Remember the Days)» (versión normal)
2. «...on the Radio (Remember the Days)» (versión editada)
3. «Turn Off the Light» (remix) con Ms. Jade y Timbaland
4. «Turn Off the Light» (Decibel's After Midnight mix)

## Posiciones
| País (2001)                      | Posición |
| -------------------------------- | -------- |
| Argentina Top 100                | 13       |
| Canadá Airplay                   | 14       |
| Holanda Top 40                   | 7        |
| Holanda Top 100                  | 23       |
| México                           | 3        |
| Nueva Zelanda                    | 5        |
| Filipinas                        | 16       |
| UK                               | 18       |
| Australia                        | 53       |
| Alemania                         | 67       |
| País (2002)                      | Posición |
| Chile Top 100                    | 1        |
| Austria Top 75                   | 48       |
| Bélgica Top 50                   | 38       |
| Costa Rica Top 40                | 10       |
| Italia Top 50                    | 28       |
| Suiza Top 100                    | 43       |
| U.S. Billboard Adult Top 40      | 37       |
| U.S. Billboard Top 40 Mainstream | 34       |
| Letonia                          | 40       |